# Pop Pixie
Pop Pixie (Originaltitel: PopPiXie) ist eine italienische Zeichentrickserie, die von Rainbow S.p.A. und Rai Fiction produziert wurde.

## Inhalt
Die Serie ist ein Ableger der Zeichentrickserie Winx Club. Alles dreht sich um die Elfen und ihren Alltag in der Stadt Pixieville. Wie bei Winx Club können sich die Elfen auch verwandeln. Die Elfen müssen ihre Talente entdecken, um sich Magicpops zu verdienen. Magicpops sind runde Kugeln, die die magischen Kräfte des Pixies enthalten, der es bekommt. Diese wachsen am Baum des Lebens. Doch dort gibt es auch Bösewichte, die „Anti-Elfen“ oder auch Kobolde, die den Einwohnern von Pixieville Streiche spielen wollen.

## Charaktere

### Die Elfen
Amore: Amore ist die Elfe der Liebe. Romantik und Sentimental ist ihre Mission, um die Menschen lieben zu lassen. Um ihren Traum zu verwirklichen, öffnete sie das Geschäft der Liebe und verkauft dort Liebestränke. Ihre Assistenten sind ein Hippo namens Otis und eine Eule, der Angst vor Spinnen hat. Ihre Macht des MagicPop ist es, die Gedanken und negative Gefühle und ruhige Dinge nach unten zu erfassen.
Caramel:
Energisch und entschlossen, ist sie süß und immer bereit, anderen zu helfen. Mit viel Talent in der Küche, öffnete sie die Bäckerei Molly Moo. Ihre Macht ist die MagicPop Super Stärke. In der Konditorei wird sie von ihrer Assistentin Tina einem Schwein unterstützt. Caramel hat einen Bruder namens Martino.
Cherie:
Cherie führt ein reiches Leben in einer Villa und ist launisch und unberechenbar. Ihre große Leidenschaft ist das Einkaufen. Ihre Assistentin ist die Katze Lulu, die sie  überall begleitet. Ihre Kraft ist, das Wetter zu ändern.
Chatta:
Die Königin von Klatsch, ist eine echte Plaudertasche und ihre Macht besteht darin, überzeugend und zwingend zu sprechen. Sie ist sehr lebhaft, neugierig und liebt Witze.
Lockette:
Sie ist klug, organisiert und immer in der Nähe, wenn etwas unerwartetes geschieht. Ihre Macht liegt darin verlorene Wesen und Dinge zu finden.
Digit:
Seine Leidenschaft liegt in der Technologie und Automatisierung. Er stellt Spielzeuge im Laden vom Gnom Augustus her und ist ein Experte in Techno-Magie. Das MagicPop gibt ihm eine außergewöhnliche Fähigkeit. Er will immer wissen, wie die Dinge funktionieren.
Martino:
Bruder von Caramel, ist der Barkeeper von Molly Moo, und seine Macht ist: Außergewöhnliche Stunts machen und dabei eine gute Balance zu haben. Er ist sehr stolz auf seine Haare, energisch und voller Leben. Oft konkurriert er mit Caramel, die eher zurückhaltend ist. Beide sind allergisch auf Ananassaft.

### Die Feinde der Elfen
Rex:
Arrogant und hochmütig, ist er der Kopf der Kobolde und Freund von Maxine. Er hat einen mächtigen Begleiter namens Gift. Sein anderes Haustier ist der kleine Tiger Cleopatra.
Floxy:
Er ist sehr gut wenn es um Tricks geht. Floxy ist unreif und unfähig, sich zu organisieren. Sein Begleiter ist das Stinktier Billo.
Lenny:
Unberechenbar und unabhängig, geht er gerne Risiken ein. Er liebt Herausforderungen mit seinem Begleiter Wolfgang, ein Wolf.
Maxine:
Frech und schön, ist sie die Freundin von Rex, die ihn manipulieren will. Ihr Begleiter ist die Cobra Rodrigo.
Narcissa:
Die Freundin von Floxy. Sie hält sich für besser zu sein als andere. Ihr Begleiter ist das Krokodil Lucilla.
Yucca:
Lenny ist ihr Freund. Sie liebt es zu shoppen und liebt es in der Öffentlichkeit sich zu präsentieren. Ihr Begleiter ist die Fledermaus Tito.

## Synchronisation
Die deutsche Synchronfassung wurde, im Gegensatz zur Hauptserie Winx Club, nicht von den MME Studios, sondern von EuroSync in Berlin produziert. Dialogbuch- und Regie führte Janina Richter.
| Rollenname | deutscher Synchronsprecher |
| ---------- | -------------------------- |
| Chatta     | Anja Rybiczka              |
| Amore      | Julia Stoepel              |
| Lockette   | Kaya Marie Möller          |
| Caramel    | Julia Ziffer               |
| Cherie     | Magdalena Turba            |
| Digit      | Dirk Petrick               |
| Tune       | Esra Vural                 |
| Fixit      | Dirk Stollberg             |
| Pam        | Ilona Otto                 |
| Martino    | Wanja Gerick               |
| Ninfea     | Tanja Schmitz              |
| Rex        | Ozan Ünal                  |
| Lenny      | David Turba                |
| Floxy      | Jesco Wirthgen             |
| Narcissa   | Julia Kaufmann             |
| Maxine     | Marie-Luise Schramm        |
| Yucca      | Bianca Krahl               |
| Augustus   | Gerald Schaale             |

## Ausstrahlung
Die Zeichentrickserie wurde vom 10. Januar 2011 bis 22. März 2011 in Italien auf Rai 2 ausgestrahlt. In Deutschland wurde die erste Hälfte der Staffel vom 27. Juni 2011 bis 13. Juli 2011 und die zweite Hälfte vom 12. März 2012 bis 30. April 2012 auf Nickelodeon Deutschland ausgestrahlt.

## Episodenliste
|              |               |                                    |                           |                                            |                               |
| Nr. (gesamt) | Nr. (Staffel) | Deutscher Titel                    | Deutsche Erstausstrahlung | Italienischer Titel                        | Italienische Erstausstrahlung |
| 1            | 1             | Angriff der Pflanzen               | 27. Juni 2011             | L'invasione verde                          | 10. Januar 2011               |
| 2            | 2             | Der Pixie-Fisch                    | 27. Juni 2011             | Un Pesce Fuor d'Acqua                      | 11. Januar 2011               |
| 3            | 3             | Das Wetter spielt verrückt!        | 28. Juni 2011             | Cherie, una Pixie tempestosa               | 12. Januar 2011               |
| 4            | 4             | Lockettes Geheimnis                | 28. Juni 2011             | Il segreto di Lockette                     | 13. Januar 2011               |
| 5            | 5             | Fliegendes Geld                    | 29. Juni 2011             | Le Pixiemonete volanti                     | 14. Januar 2011               |
| 6            | 6             | Der Eisbaum                        | 29. Juni 2011             | L'albero dei gelati di Caramel             | 17. Januar 2011               |
| 7            | 7             | Vertauschte Rollen                 | 30. Juni 2011             | L'incantesimo dello specchio               | 18. Januar 2011               |
| 8            | 8             | Ein Star in Pixieville             | 30. Juni 2011             | L'intervista del secolo                    | 19. Januar 2011               |
| 9            | 9             | Ein Roboter für Chatta             | 1. Juli 2011              | Un robot per Chatta                        | 20. Januar 2011               |
| 10           | 10            | Die Blauregen-Suite                | 1. Juli 2011              | Il mistero della MagicPop perduta          | 21. Januar 2011               |
| 11           | 11            | Im Wald gibt es keine Pizza        | 4. Juli 2011              | Camp Pixie                                 | 24. Januar 2011               |
| 12           | 12            | Rettet die Tollpatsch-Affen        | 4. Juli 2011              | Salviamo le scimmie svitate                | 25. Januar 2011               |
| 13           | 13            | Ein wahrer Freund                  | 5. Juli 2011              | Il mio miglior amico                       | 26. Januar 2011               |
| 14           | 14            | Amores Liebestrank                 | 5. Juli 2011              | La pozione speciale di Amore               | 27. Januar 2011               |
| 15           | 15            | Das Spielzeug                      | 6. Juli 2011              | Il ladro di giocattoli                     | 28. Januar 2011               |
| 16           | 16            | Der Technik-Virus                  | 6. Juli 2011              | I PopPixie tecnomagici                     | 31. Januar 2011               |
| 17           | 17            | Ronf braucht hilfe                 | 7. Juli 2011              | Un Elfo a scuola                           | 1. Februar 2011               |
| 18           | 18            | Die spinnen, die Gnome             | 7. Juli 2011              | Gnomi impazziti                            | 2. Februar 2011               |
| 19           | 19            | Lenny und Yucca                    | 8. Juli 2011              | Un bisticcio tra Elfi                      | 3. Februar 2011               |
| 20           | 20            | Der Jodelwettbewerb                | 8. Juli 2011              | Un'epidemia a Pixieville                   | 4. Februar 2011               |
| 21           | 21            | Schulbushelden                     | 11. Juli 2011             | Gli eroi dello scuolabus                   | 7. Februar 2011               |
| 22           | 22            | Alle wollen MagicPops              | 11. Juli 2011             | Sono anch'io una PopPixie!                 | 8. Februar 2011               |
| 23           | 23            | Job gesucht                        | 12. Juli 2011             | Sei licenziato!                            | 9. Februar 2011               |
| 24           | 24            | Der Stinkepilz                     | 12. Juli 2011             | Capelli selvaggi                           | 10. Februar 2011              |
| 25           | 25            | Cocktail der Vergesslichkeit       | 13. Juli 2011             | Il talento di Martino                      | 11. Februar 2011              |
| 26           | 26            | Invasion der Riesenspinnen         | 13. Juli 2011             | L'attacco dei ragni giganti                | 14. Februar 2011              |
| 27           | 27            | Gnome im Goldrausch                | 12. März 2012             | La corsa all'oro degli Gnomi               | 15. Februar 2011              |
| 28           | 28            | Die fast perfekte Party            | 13. März 2012             | Il party perfetto                          | 16. Februar 2011              |
| 29           | 29            | Die Luminex-Beere                  | 14. März 2012             | Un cucciolo divertente                     | 17. Februar 2011              |
| 30           | 30            | Sieg ohne Gewinner                 | 15. März 2012             | Il gran premio di Pixieville               | 18. Februar 2011              |
| 31           | 31            | Die Talentshow                     | 16. März 2012             | Un talent show esplosivo                   | 21. Februar 2011              |
| 32           | 32            | Konzert in Pixieville              | 19. März 2012             | Lo spettacolo scoppiettante di Jolly       | 22. Februar 2011              |
| 33           | 33            | Die magische Kelle                 | 20. März 2012             | Amore e i draghi litigiosi                 | 23. Februar 2011              |
| 34           | 34            | Chattas größter Fan                | 21. März 2012             | Un ammiratore per Chatta                   | 24. Februar 2011              |
| 35           | 35            | Der letzte Gnom                    | 22. März 2012             | L'ultimo Gnomo                             | 25. Februar 2011              |
| 36           | 36            | Die Maulwurfsaurier                | 23. März 2012             | L'assalto sotterraneo degli Elfi           | 28. Februar 2011              |
| 37           | 37            | MagicPops in Gefahr                | 26. März 2012             | MagicPop in pericolo                       | 1. März 2011                  |
| 38           | 38            | Ein Tag voller Spannung            | 27. März 2012             | Una giornata elettrizzante                 | 2. März 2011                  |
| 39           | 39            | Drei Wünsche                       | 28. März 2012             | Tre desideri straordinari                  | 3. März 2011                  |
| 40           | 40            | Die Liliput-Pixies                 | 29. März 2012             | I Pixie lillipuziani                       | 4. März 2011                  |
| 41           | 41            | Das Plaudermonster                 | 30. März 2012             | Il rivale chiacchierone di Chatta          | 7. März 2011                  |
| 42           | 42            | Ein Lob der Langsamkeit            | 16. April 2012            | Più in fretta, Pam                         | 8. März 2011                  |
| 43           | 43            | Der Pech-Marienkäfer               | 17. April 2012            | La coccinella della sfortuna               | 9. März 2011                  |
| 44           | 44            | Hatschi!                           | 18. April 2012            | Un brutto raffreddore per Fixit e Martino! | 10. März 2011                 |
| 45           | 45            | Zuckersüße Zuckertörtchen          | 19. April 2012            | Le tortine zuccherose di Caramel           | 11. März 2011                 |
| 46           | 46            | Leben wie Cherie                   | 20. April 2012            | Vita da Cherie                             | 14. März 2011                 |
| 47           | 47            | Martino gegen Caramel              | 23. April 2012            | La sfida tra Caramel e Martino             | 15. März 2011                 |
| 48           | 48            | Die verlorene Kette                | 24. April 2012            | Sirene, le migliori amiche dei PopPixie    | 16. März 2011                 |
| 49           | 49            | Der Schatz am Ende des Regenbogens | 25. April 2012            | Un tesoro ai piedi dell'arcobaleno         | 17. März 2011                 |
| 50           | 50            | Wasser für alle!                   | 26. April 2012            | La pozione delle Sirene                    | 18. März 2011                 |
| 51           | 51            | Panik in Pixieville                | 27. April 2012            | La minaccia di Rex a Pixieville!           | 21. März 2011                 |
| 52           | 52            | Rette den Baum des Lebens!         | 30. April 2012            | Salviamo l'Albero della Vita!              | 22. März 2011                 |